# Valeriana pennellii
Valeriana pennellii är en kaprifolväxtart som beskrevs av Ellsworth Paine Killip. Valeriana pennellii ingår i släktet vänderötter, och familjen kaprifolväxter. Inga underarter finns listade i Catalogue of Life.